# Martinianische Konstitutionen
Die Martinianischen Konstitutionen (lat. Constitutiones Martini oder Constitutiones Martinianae) stellen den Versuch eines Kompromisses zwischen unterschiedlichen Zweigen des Franziskanerordens im Armutsstreit dar. Dieser Konsens blieb jedoch nur oberflächlich. Letztlich wurde 1517 eine Trennung zwischen beiden Linien vollzogen.

## Geschichte
In den franziskanischen Orden war es schon bald zu zwei unterschiedlichen Ausprägungen gekommen: Neben den Konventualen, deren Klöster durch Zustiftungen immer reicher wurden und damit gegen die Regel des Franz von Assisi verstießen, bildete sich die strengere Richtung der Observanten, die unter anderem von Bernhardin von Siena besonders gefördert wurde. Im Jahre 1415 erhielten die französischen Observanten die Erlaubnis, einen eigenen commissarius zu wählen, der zwar dem Generalminister unterstellt blieb, faktisch aber ein selbstständiger Oberer war. Auch in anderen Ländern erhielten sie eigene Rechte. Diese Selbständigkeit führte zu einer sich räumlich überlagernden Doppelstruktur von observanten und konventual ausgerichteten Konventen, die eine Gefährdung der Einheit des Ordens darstellte und in der Folge zu Rivalitäten und Streitigkeiten innerhalb der verschiedenen Gruppen im Gesamtorden führte. Regional kam es zu Kämpfen um jeden Konvent; teilweise – wie 1493 in Wismar – brachten die konventual ausgerichteten Brüder Wertgegenstände vor den observanten in Sicherheit.
Papst Martin V. beauftragte daher 1430 Johannes Capistranus, als Vermittlungsvorschlag die dann nach ihm so genannten Martinianischen Konstitutionen zu verfassen. Hauptpunkte waren der Verzicht auf päpstliche Dispense von den Armutsgelübden für die Konventualen und ein Verzicht auf die Oberen ihrer Parallelstruktur bei den Observanten.
Zumeist waren die Constitutiones Ordensgesetz, das von zahlreichen Provinzen des Ordens übernommen, jedoch nicht angewandt oder allmählich abgeschwächt wurde. Bereits sechs Wochen nach dem Abschluss der Verhandlungen erwirkte der Generalminister Guillermo Robazoglio da Casale (1430–1442, 32. Generalminister) den Dispens von den Armutsgelübden durch das Breve Ad Statum. Die Trennung des Franziskanerordens in die Konventualen – seitdem im Deutschen als Minoriten bezeichnet – und die Observanten war unausweichlich und wurde am 19. Mai 1517 durch Papst Leo X. mit der Bulle Ite et vos in vineam meam („Geht auch ihr in meinen Weinberg“, Mt 20,4 ) vollzogen.

## Martinianer
An manchen Orten bildeten sich gegen Ende des 15. Jahrhunderts unter den observanten Franziskanern Gruppen von Martinianern, die einen Mittelweg zwischen einer strengen Observanz und den Konventualen zu beschreiten versuchten. Dazu gehörte der Verzicht auf Liegenschaftsbesitz der Klöster, der Pachteinnahmen abwarf, und auf Dauereinnahmen durch Seelgerätstiftungen und Jahrzeitgedächtnisse, wie sie im Laufe des 14. Jahrhunderts üblich geworden waren. Auch Renten zugunsten eines einzelnen Franziskaners sollten verboten sein. Die Klöster sollten weiter Geld als Almosen zum Erhalt ihrer Baulichkeiten beziehen dürfen, das aber formal Eigentum des Apostolischen Stuhls war und vor Ort von weltlichen „Schaffnern“, „Tutoren“ oder „Prokuratoren“ verwaltet wurde, die in Deutschland häufig Mitglieder der Stadträte oder vom Stadtrat beauftragte Personen waren.
Auch nachdem die Konventualen ab 1517 einen eigenen Orden bildeten, gelang es nicht, die streng observant ausgerichteten Konvente und die nach den Martinianischen Statuten lebenden zusammenzuführen; die örtlichen Situationen waren sehr uneinheitlich, Stadträte und Landesherren nahmen Einfluss. Auch die von Papst Julius II. 1508 publizierten Reformstatuten, die Statuta Julii, brachten keinen dauerhaften Ausgleich. Die Sächsische Franziskanerprovinz (Saxonia) hatte beispielsweise 1509 die Statuta Julii übernommen, musste aber bereits 1518 von der Ordensleitung in zwei Provinzen aufgeteilt werden: die observante Provinz vom hl. Kreuz mit zunächst 37, später 41 Klöstern und die nach den Martinianischen Konstitutionen lebende Provinz vom hl. Johannes dem Täufer mit 78 Klöstern. Die bald einsetzende Reformation führte jedoch zur Schließung fast aller dieser Klöster und machte die Trennung gegenstandslos.